# 山川町 (鹿児島県)

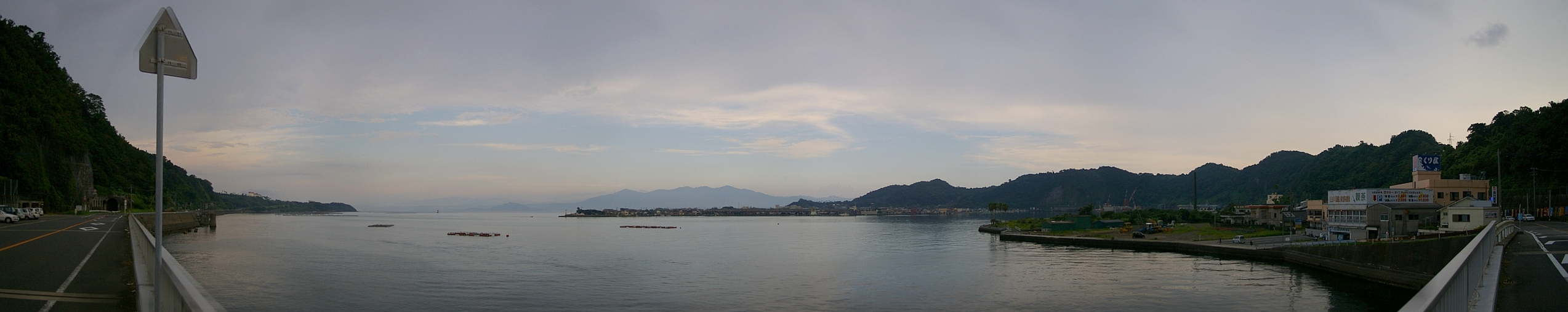
山川駅前に位置する山川港

1909年の山川村

山川町（やまがわちょう）は、鹿児島県の薩摩半島南部にあった町である。揖宿郡に属していた。
カツオやマグロの漁獲量が多いことで知られた港町で、鰹節が特産品として有名であった。

## 地理
鹿児島県、薩摩半島の最南部に位置する。町域は霧島火山脈に含まれているため温泉や火山湖など、火山性の地形である。
福元地区、成川地区が中心市街地をなし、それ以外は農村部が多い。

## 歴史
江戸時代は島津氏の直轄地であった。
- 1889年（明治22年）4月1日 - 町村制の施行に伴い、揖宿郡大山村・岡児ケ水村・成川村・福元村の区域をもって山川村が成立。
- 1930年（昭和5年）1月1日 - 町制を施行し、山川町となる。
- 1955年（昭和30年）4月1日 - 揖宿郡利永村の大部分を編入。
- 2006年（平成18年）1月1日 - 指宿市・揖宿郡開聞町と合併し、指宿市が発足。同日山川町廃止。

## 行政

### 歴代町村長
- 初代 大迫中一 1889年6月 - 1897年12月
- 2代 野間口清 1898年1月 - 1909年11月
- 3代 肥後栄蔵 1909年12月 - 1912年2月
- 4代 日高退蔵 1912年3月 - 1915年9月
- 5代 日高万里彦 1915年11月 - 1937年7月
- 6代 日高退蔵 1937年7月 - 1945年5月
- 7代 篠原元吉 1945年6月 - 1946年11月
- 8代 佐々木善 1947年4月 - 1949年4月
- 9代 伊佐丑之助 1949年4月 - 1961年2月
- 10代 宮田三千三 1961年3月 - 1965年3月
- 11代 米北憲武 1965年3月 - 1967年10月
- 12代 宮田三千三 1967年11月 - 1975年11月
- 13代 中村治男 1975年11月 - 1977年10月
- 14代 今村正徳 1977年11月 - 1981年11月
- 15代 東正義 1981年11月 - 1985年11月
- 16代 中村治男 1985年11月 - 2001年11月
- 17代 東孝一郎 2001年11月 - 2005年12月

## 経済

### 産業
- 漁業：カツオ、マグロ
- 農業 : 徳光スイカ
- 特産品：鰹節

## 姉妹都市
- 北海道虻田郡倶知安町 - 1995年8月1日姉妹都市提携

## 地域

### 教育

#### 高等学校
- 鹿児島県立山川高等学校

#### 中学校
- 山川町立山川中学校

#### 小学校
- 山川町立大成小学校
- 山川町立徳光小学校
- 山川町立利永小学校
- 山川町立山川小学校

#### 幼稚園
- 山川町立幼稚園

### 文化

#### 文化施設
- 山川町民会館（現・指宿市山川文化ホール）
- 山川町立図書館（現・山川図書館）

## 交通
最寄り空港は鹿児島空港。

### 鉄道
- 九州旅客鉄道（JR九州）
  - 指宿枕崎線：山川駅 - 大山駅 - 西大山駅

### バス路線
- 鹿児島交通

### 道路
町内に高速道路は通っていない。最寄りインターチェンジは指宿スカイラインの頴娃インターチェンジ。
一般国道
- 国道226号
- 国道269号
- 国道448号

道の駅
- 道の駅山川港活お海道

## 名所・旧跡・観光スポット
- 長崎鼻
- 鰻池
- 鷲尾岳
- 伏目海岸
- フラワーパークかごしま
- 山川発電所
- 龍宮神社
- 鰻池蔵堂
- 伏目温泉（砂むし温泉、ヘルシーランド温泉）
- 鰻温泉
- 開聞温泉
- 浜児ヶ水区温泉
- 成川区温泉
- 岡児ヶ水区温泉

## 祭事・催事
- 山川みなと祭り